# Ванеев, Владимир Дмитриевич
Владимир Дмитриевич Ванеев (осет. Уанеты Владимир; 10 мая 1930 года, село Пона, Грузинская ССР — 2015 год, Цхинвал, Южная Осетия) — юго-осетинский прозаик, драматург, лингвист и общественный деятель. Заслуженный деятель науки Южной Осетии. Лауреат премии имени Коста Хетагурова Южной Осетии. Член Союза писателей Южной Осетии. Лауреат литературной премии «Золотой Дельвиг».

## Биография
Родился в 1930 году в крестьянской семье в селе Пона, Грузинская ССР. В 1931 году вместе с родителями переехал в Цхинвал, Южная Осетия. С 1937 года обучался в средней школе имени Максима Горького в Цхинвале. После школы поступил на учёбу на историко-филологический факультет Юго-Осетинского педагогического института.
В 1949 году вместе со старшеклассникам Хазби Габуевым, Львом Гассиевым, Зауром Джиоевым и Георгием Бекоевым основал подпольную организацию осетинской творческой молодёжи «Рæстдзинад» (Правда) стала протестом против насильственной грузинизации осетинского народа в Южной Осетии. Группа распространяла в общественных местах рукописные листовки и прокламации за сохранение осетинского языка и его преподавание в учебных заведениях, за права осетинского народа говорить на родном языке. В августе 1951 года был арестован с другими членами организации МГБ Грузинской ССР и осуждён на 25 лет за «реакционную деятельность». Отбывал заключение в условиях Крайнего cевера в Воркуте. В 1954 году реабилитирован Верховным судом СССР.
После возвращения в Южную Осетию преподавал в юго-осетинских школах. С 1960 по 1963 года преподавал русский язык и литературу в восьмилетке в селе Бендер. С 1963 по 1966 года — преподаватель в восьмилетке в селе Вилда. С 1966 года — заведующий отделом редакции газеты «Дзау», с 1967 года — научный сотрудник, старший научный сотрудник Юго-Осетинского НИИ. Занимался проблемами развития осетинского литературного языка. Защитил диссертацию на соискание научной степени кандидата филологических наук.
С 1967 года начал публиковать свои произведения на страницах периодической печати Южной Осетии. В этом же году опубликовал повесть «Цардиппæрд» (Отщепенец). В 1970 году выпустил сборник повестей «Сылгоймаджы боныг» (Дневник женщины), сборники рассказов «Дыгурон легендæ» (Дигорская легенда) и «Фæндæгтæ, фæндæгтæ» (Дороги, дороги). В 2012 году был выдвинут на соискание литературной премии «Золотой Дельвиг» за книгу «Белые облака на чёрном небосклоне».
Написал около десятка пьес, которые были поставлены на сценах осетинских театров.
Имеет двух сыновей: Владимир (1964 г.р.), Мурат (1968 г.р.).
Скончался в апреле 2015 года.